# Наше Пиво (футбольний клуб)
«Наше Пиво» (рос. Наше Пиво) — киргизстанський футбольний клуб, який представляє місто Кант.

## Історія
Футбольний клуб «Наше Пиво» було створено не пізніше 2003 року в місті Кант. Цього року клуб дебютував у Кубку Киргизстану, де дійшов до 1/4 фіналу, в якому за сумою двох матчів з рахунком 1:12 поступився «СКА-ППО» (Бішкек). У наступному сезоні в національному кубку команда стартувала в 1/16 фіналу та дійшла до 1/8 фіналу, в якому поступилася клубу «Жаїл-Баатир» (Кара-Балта) з рахунком 2:3. Надалі в кубку команда демонструвала наступні результати: 2005 — 1/16 фіналу, 2006 — 1/16 фіналу, 2007 — 1/8 фіналу, 2008 — 1/8 фіналу, 2009 — 1/8 фіналу, 2010 — 1/8 фіналу, 2011 — 1/16 фіналу, 2013 — 1/4 фіналу, 2014 — 1/4 фіналу. Окремої уваги заслуговує виступ команди в Кубку в сезоні 2015 року, оскільки цього сезону команда вперше в своїй історії вийшла до фіналу турніру. На шляху до фіналу «Наше Пиво» здолало в 1/16 фіналу «Дордой-2» з рахунком 4:2, в 1/8 фіналу — «Ала-Тоо» (Нарин), в 1/4 фіналу — «Алгу» (Бішкек), а в 1/2 фіналу стали автором ще однієї сенсації, переграли «Дордой (Бішкек)». Але в фіналі турніру поступився іншій команді з Канту, «Абдиш Аті» з рахунком 2:4.
В національному чемпіонаті «Наше Пиво» ніколи не виступав у найвищому дивізіоні, але в сезоні 2015/16 років став срібним призером Першій лізі чемпіонату Киргизстану.

## Досягнення
- Кубок Киргизстану
  -  Фіналіст (1): 2015
- Перша ліга чемпіонату Киргизстану (Зона А)
  -  Віце-чемпіон (1): 2015
- Кубок Ала-Тоо (міжнародний турнір)
  -  Чемпіон (1): 2017